# Topolo
Topolo je mjesto u Dubrovačkom primorju, a smješteno je u Stonskom zaleđu. Mjesto se sastoji od Gornje i Donje Bande, Klačine i Matića.
Po arhitekturi izgleda kao tipično primorsko mjesto, s mnogo kamenih kuća te starih kamenih stuba. Ima polje koje očarava mnoge, a mjesto je okruženo stoljetnom borovom šumom. Malobrojno stanovništvo se bavi poljoprivredom, stočarstvom i vinogradarstvom. 

## Zemljopisni položaj
S istočne strane graniči s mjestom Stupom, a prema zapadu s Imoticom i Štedricom.

## Znamenitosti
Topolo ima svoju župu i crkvu Male Gospe koja impresionira na samom ulasku u mjesto svojim starim čempresima koji ponosno strše kao kakvi čuvari starih ognjišta, polja, maslina, lovorika i svojih sumještana.
Vrijedna spomena je i kapelica Sv. Luja zaštitnika Topolog. Iznad polja prema selu Imotici nalazi se stara crkva Sv. Stjepana koja je 2011. – 2012. obnovljena. 

## Stanovništvo
| broj stanovnika | 237   | 344   | 218   | 239   | 299   | 332   | 308   | 320   | 285   | 278   | 278   | 242   | 190   | 157   | 152   | 154   | 92    |
|                 | 1857. | 1869. | 1880. | 1890. | 1900. | 1910. | 1921. | 1931. | 1948. | 1953. | 1961. | 1971. | 1981. | 1991. | 2001. | 2011. | 2021. |

## Šport
U obližnjem selu Stupi djeluje boćarski klub "Bistrina".